# Neotemnopteryx glossa
Neotemnopteryx glossa är en kackerlacksart som beskrevs av Roth, L. M. 1990. Neotemnopteryx glossa ingår i släktet Neotemnopteryx och familjen småkackerlackor. Inga underarter finns listade i Catalogue of Life.